# Tasmabrochus montanus
Espèce
Tasmabrochus montanus est une espèce d'araignées aranéomorphes de la famille des Macrobunidae.

## Distribution
Cette espèce est endémique de Tasmanie en Australie. Elle se rencontre sur le mont Maggs.

## Description
La carapace du mâle holotype mesure 4,0 mm de long et l'abdomen 3,8 mm. La carapace de la femelle paratype mesure 4,6 mm de long et l'abdomen 6,6 mm.

## Systématique et taxinomie
Cette espèce a été décrite par Davies en 2002.

## Étymologie
Son nom d'espèce lui a été donné en référence au lieu de sa découverte, une montagne.

## Publication originale
- Davies, 2002 : « Tasmabrochus, a new spider genus from Tasmania, Australia (Araneae, Amphinectidae, Tasmarubriinae). » The Journal of Arachnology, vol. 30, p. 219-226 (texte intégral).